# Mzaar Kfardebian

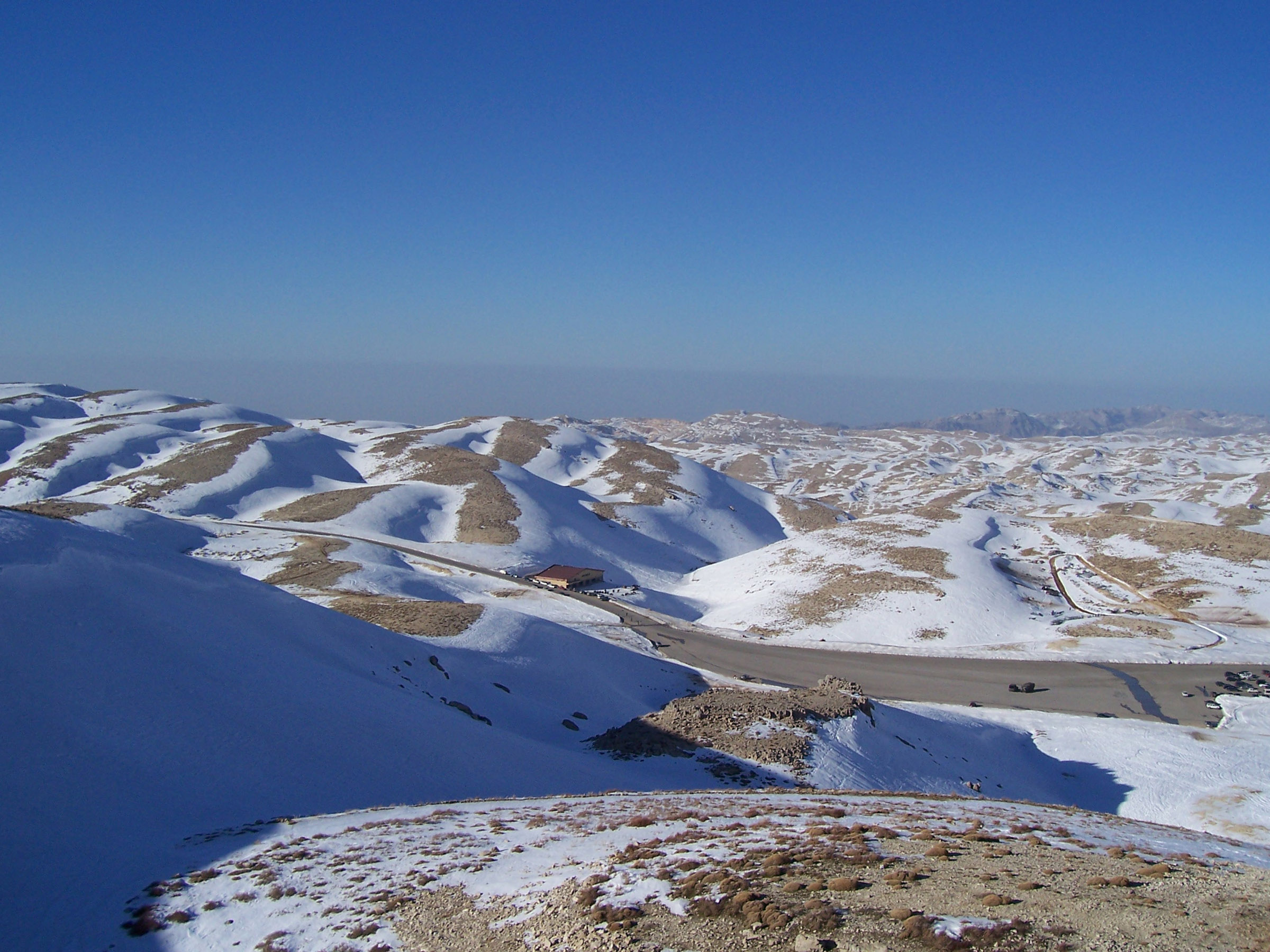
Montañas Faraya

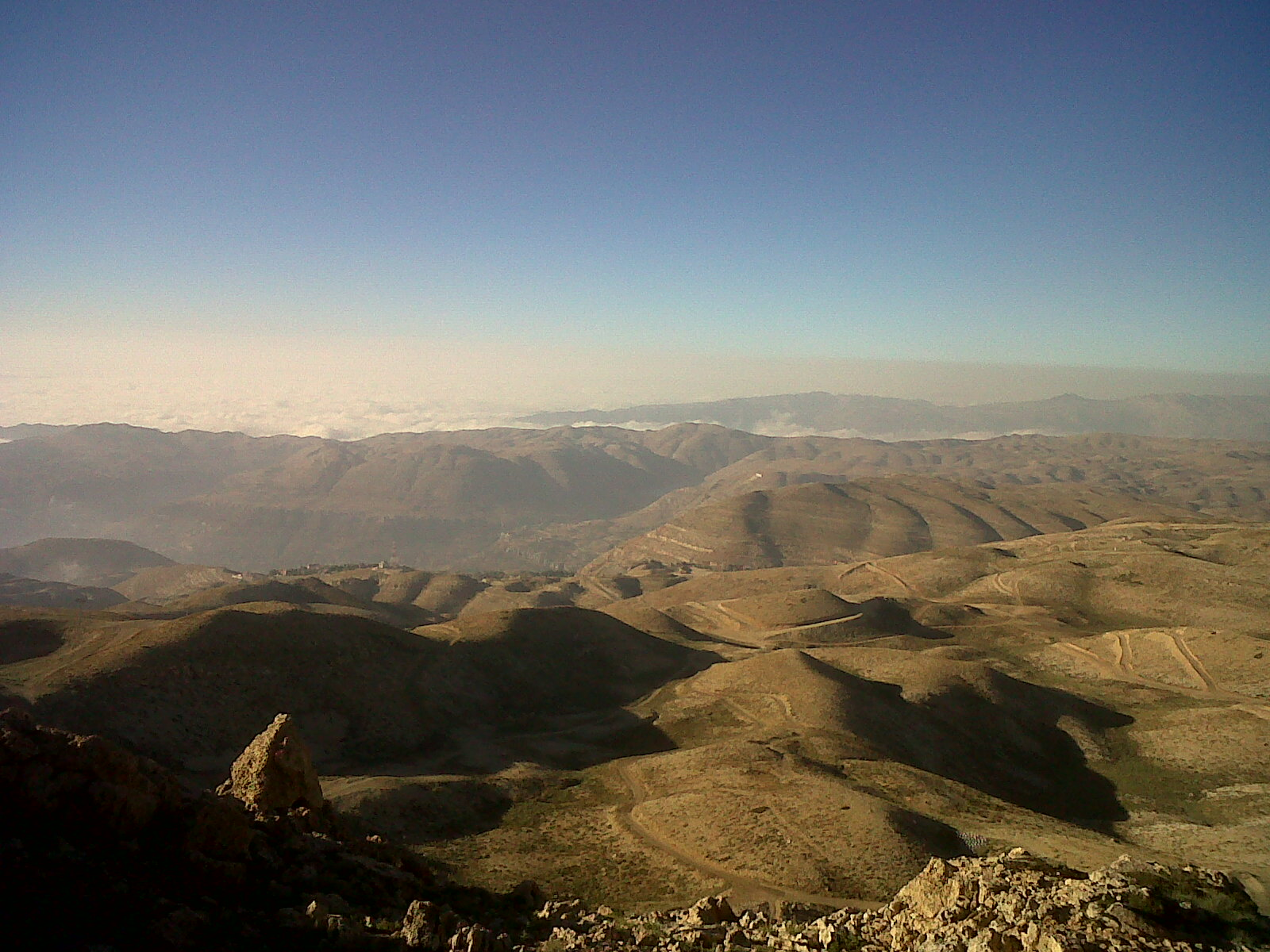
Oyoun El Siman

Mzaar Kfardebian (en árabe: مزار كفردبيان‎ — anteriormente Faraya Mzaar) es una zona de esquí en Líbano y el complejo de esquí más grande en el Medio Oriente. Se encuentra a una hora de distancia de Beirut, capital del Líbano. También se le conoce como Ouyoune el Simane.

## Historia
En 1960, Sami Geammal, Emile Riachi y un grupo de pioneros instalaron el primer telesquí importado de Suiza, en el "refugio" de la colina y construyeron el primero de cuatro chalets en la región. Un año más tarde, compraron 160,000 metros de propiedad a Prosper Gay-Para, con el fin de ampliar la zona turística.
En 1963, la Faraya Mzaar - Empresa de Turismo y Deportes de invierno inició con el Jeque Salim El Khazen como el principal accionista y financiada por el banquero Joseph Abdo Khoury, quien más tarde fue elegido presidente de la compañía y gerente general. La compañía adquirió la concesión para construir y operar en tierras pertenecientes al municipio distrital de Kesrouan. En 1965, el Hotel  Mzaar abrió sus puertas, y la compañía instaló el primer andarivel en las Colinas Jabal Dib. La unión entre "el refugio" y "Jabal Dib" se logró en 1968, a través de la instalación de la estación del tercer elevador, que fue llamado "Jonction".
En la década de 1980, durante la guerra civil, la Mzaar fue adquirida por el Grupo Saudí al Mabani dirigido por Fouad Rizk y Nehme Tohme.
En 1993, después de que la guerra civil de Líbano terminó, el nuevo grupo inició la expansión de la localidad, cuando una telesilla de tres plazas fue instalada para llegar al pico Mzaar, el más alto de la zona, y más telesillas siguieron a esta. En 2012, el número de ascensores del complejo alcanzó los 20 (incluyendo 7 ascensores instalados en el área "Wardeh" creada en 1999), con alrededor de 80 kilómetros (49,7 mi) de pistas.

## Controversia sobre el nombre
"Mzaar" es la palabra árabe para santuario. La montaña más alta en Ouyoune el Simane fue llamada "jabal el mzaar" (la montaña del santuario) debido a un pequeño templo romano construido en su cima. Se cree que los romanos usaron el fuego como señal para comunicarse entre la zona costera y Baalbeck, o Heliópolis, a través de Faqra y el pico Mzaar. El templo fue totalmente destruido durante la guerra civil (1975-1990) y sus piedras fueron robadas.
El nombre real de la zona es Ouyoune el Simane (cuyo significado es primavera Simane) y está administrativamente bajo la jurisdicción de la municipalidad de Kfardebian, al igual que en el caso del  área de Faqra, aunque el complejo es común pero erróneamente referido como "Faraya-Mzaar" o "Faraya".

## Zona de esquí
La temporada de esquí generalmente se extiende desde principios de diciembre hasta principios de abril.
Hoy en día, la estación de esquí está constituida por 42 cerros que se extienden sobre 80 kilómetros (49,7 mi).
El rango de esquí oscila entre alturas de 1 850 metros en Mzaar-Kfardebian, a 2 465 en el pico por encima de Mzaar. 
En la parte superior de la pendiente de Mzaar, a la salida de la telesilla, hay una vista sobre el Valle de la Becá, del Monte de Hermón del Anti-Líbano y otros picos como Zaarour, Laqlouq y los Cedars. Las ciudades costeras y la capital, Beirut se pueden ver en los días claros.
Los picos de la cordillera Mzaar-Kfardebian  varían entre alturas de 1913 metros. El pico más alto es Mzaar, seguido por Wardeh y Jabal Dib (la montaña del lobo), que ofrecen retos para los esquiadores experimentados o snowboarder. Otros tres picos están adaptados para los principiantes, y aún más están adaptados para esquiadores de nivel intermedio. Además, hay una serie de vías de cruce de países.
Generalmente, los horarios de semana y los de fin de semana son casi similares.
Una gran variedad de actividades y excursiones están también disponibles. Junto con el esquí alpino tradicional, los visitantes pueden practicar ski-doo, esquí nocturno y snow boarding. Entretenimientos tales como espectáculos de esquí y desfiles de moda, incluyendo modelos de G-string, son organizados para promover el resort.

## Sitios históricos y naturales
En una elevación de 1550 metros, Faqra conserva templos romanos bien preservados, columnas, altares y tumbas excavadas en roca.
En el camino a las ruinas de Faqra, se encuentran un puente natural diseñado por el agua llamado "Jisr al-Hayar" o el "puente de piedra", con un arco de 38 metros.

## Clima
| Clima en Mzaar Ski Resort Altitud 1900m | Clima en Mzaar Ski Resort Altitud 1900m | Clima en Mzaar Ski Resort Altitud 1900m | Clima en Mzaar Ski Resort Altitud 1900m | Clima en Mzaar Ski Resort Altitud 1900m | Clima en Mzaar Ski Resort Altitud 1900m | Clima en Mzaar Ski Resort Altitud 1900m | Clima en Mzaar Ski Resort Altitud 1900m | Clima en Mzaar Ski Resort Altitud 1900m | Clima en Mzaar Ski Resort Altitud 1900m | Clima en Mzaar Ski Resort Altitud 1900m | Clima en Mzaar Ski Resort Altitud 1900m | Clima en Mzaar Ski Resort Altitud 1900m | Clima en Mzaar Ski Resort Altitud 1900m |
| Mes                                     | enero                                   | febrero                                 | marzo                                   | abril                                   | mayo                                    | junio                                   | julio                                   | agosto                                  | septiembre                              | octubre                                 | noviembre                               | diciembre                               | anual                                   |
| --------------------------------------- | --------------------------------------- | --------------------------------------- | --------------------------------------- | --------------------------------------- | --------------------------------------- | --------------------------------------- | --------------------------------------- | --------------------------------------- | --------------------------------------- | --------------------------------------- | --------------------------------------- | --------------------------------------- | --------------------------------------- |
| Récord máximo °C (°F)                   | 16.5 (61.7)                             | 20.0 (68)                               | 27.3 (81.1)                             | 30.1 (86.2)                             | 34.3 (93.7)                             | 32.8 (91)                               | 33.2 (91.8)                             | 31.1 (88)                               | 28.6 (83.5)                             | 28.1 (82.6)                             | 23.6 (74.5)                             | 19.9 (67.8)                             | 34.3 (93.7)                             |
| promedios más altos °C (°F)             | 3.6 (38.5)                              | 4.1 (39.4)                              | 6.8 (44.2)                              | 10.6 (51.1)                             | 14.6 (58.3)                             | 17.9 (64.2)                             | 20.3 (68.5)                             | 20.8 (69.4)                             | 19.7 (67.5)                             | 16.3 (61.3)                             | 10.7 (51.3)                             | 5.7 (42.3)                              | 12.6 (54.7)                             |
| media diaria °C (°F)                    | 0.9 (33.6)                              | 1.0 (33.8)                              | 3.5 (38.3)                              | 6.9 (44.4)                              | 10.5 (50.9)                             | 13.9 (57)                               | 16.5 (61.7)                             | 17.0 (62.6)                             | 15.7 (60.3)                             | 12.9 (55.2)                             | 7.3 (45.1)                              | 2.8 (37)                                | 9.1 (48.3)                              |
| promedios más bajos °C (°F)             | −1.9 (28.6)                             | −2.0 (28.4)                             | 0.1 (32.2)                              | 3.2 (37.8)                              | 6.4 (43.5)                              | 10.0 (50)                               | 12.6 (54.7)                             | 13.3 (55.9)                             | 11.7 (53.1)                             | 8.7 (47.7)                              | 3.6 (38.5)                              | −0.1 (31.8)                             | 5.5 (41.9)                              |
| Récord más bajos °C (°F)                | −15.3 (4.5)                             | −15.3 (4.5)                             | −14.1 (6.6)                             | −6.0 (21.2)                             | −3.2 (26.2)                             | 1.8 (35.2)                              | 5.1 (41.2)                              | 5.8 (42.4)                              | 3.3 (37.9)                              | −2.8 (27)                               | −7.5 (18.5)                             | −10.7 (12.7)                            | −15.3 (4.5)                             |
| promedio de precipitación mm (pulgadas) | 231.2 (9.1)                             | 185.5 (7.3)                             | 151.0 (5.94)                            | 80.6 (3.17)                             | 42.9 (1.69)                             | 1.2 (0.05)                              | 0.0 (0)                                 | 0.4 (0.02)                              | 7.2 (0.28)                              | 100.3 (3.95)                            | 141.7 (5.58)                            | 200.6 (7.9)                             | 1,142.6 (44.98)                         |
| promedio de nevadas cm (pulgadas)       | 188.9 (74.4)                            | 144.7 (57)                              | 62.2 (24.5)                             | 1.9 (0.7)                               | 0.0 (0)                                 | 0.0 (0)                                 | 0.0 (0)                                 | 0.0 (0)                                 | 0.0 (0)                                 | 0.0 (0)                                 | 7.1 (2.8)                               | 104.2 (41)                              | 509 (200.4)                             |
| promedio de lluvias diarias (≥ 0.1 mm)  | 1                                       | 2                                       | 4                                       | 5                                       | 3                                       | 1                                       | 0                                       | 1                                       | 2                                       | 5                                       | 8                                       | 7                                       | 39                                      |
| promedio de nieve diaria (≥ 0.1cm)      | 16                                      | 11                                      | 6                                       | 1                                       | 0                                       | 0                                       | 0                                       | 0                                       | 0                                       | 0                                       | 1                                       | 8                                       | 43                                      |
|                                         |                                         |                                         |                                         |                                         |                                         |                                         |                                         |                                         |                                         |                                         |                                         |                                         |                                         |